# John R. Redman
Pour les articles homonymes, voir Redman.
 (novembre 2024).
La mise en forme du texte ne suit pas les recommandations de Wikipédia : il faut le « wikifier ».
Les points d'amélioration suivants sont les cas les plus fréquents. Le détail des points à revoir est peut-être précisé sur la page de discussion.
- Les titres sont pré-formatés par le logiciel. Ils ne sont ni en capitales, ni en gras.
- Le texte ne doit pas être écrit en capitales (les noms de famille non plus), ni en gras, ni en italique, ni en « petit »…
- Le gras n'est utilisé que pour surligner le titre de l'article dans l'introduction, une seule fois.
- L'italique est rarement utilisé : mots en langue étrangère, titres d'œuvres, noms de bateaux, etc.
- Les citations ne sont pas en italique mais en corps de texte normal. Elles sont entourées par des guillemets français : « et ».
- Les listes à puces sont à éviter, des paragraphes rédigés étant largement préférés. Les tableaux sont à réserver à la présentation de données structurées (résultats, etc.).
- Les appels de note de bas de page (petits chiffres en exposant, introduits par l'outil «  Source ») sont à placer entre la fin de phrase et le point final[comme ça].
- Les liens internes (vers d'autres articles de Wikipédia) sont à choisir avec parcimonie. Créez des liens vers des articles approfondissant le sujet. Les termes génériques sans rapport avec le sujet sont à éviter, ainsi que les répétitions de liens vers un même terme.
- Les liens externes sont à placer uniquement dans une section « Liens externes », à la fin de l'article. Ces liens sont à choisir avec parcimonie suivant les règles définies. Si un lien sert de source à l'article, son insertion dans le texte est à faire par les notes de bas de page.
- La présentation des références doit suivre les conventions bibliographiques. Il est recommandé d'utiliser les modèles {{Ouvrage}}, {{Chapitre}}, {{Article}}, {{Lien web}} et/ou {{Bibliographie}}. Le mode d'édition visuel peut mettre en forme automatiquement les références.
- Insérer une infobox (cadre d'informations à droite) n'est pas obligatoire pour parachever la mise en page.

Pour une aide détaillée, merci de consulter Aide:Wikification.
Si vous pensez que ces points ont été résolus, vous pouvez retirer ce bandeau et améliorer la mise en forme d'un autre article.
John Roland Redman, dit Jack Redman (né le 31 janvier 1898 et mort le 29 mai 1970), est un amiral de la marine américaine. Officier de communication navale, il a joué un rôle clé dans le renseignement des signaux pendant la Seconde Guerre mondiale à Washington, DC, et dans l'état-major de l'amiral Chester W. Nimitz. Il a également participé aux Jeux olympiques d'été de 1920.

## Biographie
Originaire de Reno, Nevada, il est diplômé de l'Académie navale des États-Unis en juin 1918 avec la promotion de 1919. Il était membre de l'équipe olympique des États-Unis et participa en tant que lutteur aux Jeux de 1920. Il était le frère de Joseph Redman, également officier de communication navale. Il atteint le grade actif de contre-amiral en mars 1944. En février 1942, avec la réorganisation et la centralisation à Washington du renseignement des signaux de la marine américaine, il est nommé responsable de l'OP-20-G, la section des communications navales chargée de la cryptanalyse.
John Redman a servi comme officier de communication au sein de l'état-major du commandant en chef de la flotte américaine du Pacifique, l'amiral Chester Nimitz, d'octobre 1942 à mars 1945. Durant le mandat de Redman, ses actions ont été critiquées. Redman a rejeté l'analyse précise du capitaine Joseph Rochefort des messages japonais interceptés qui ont finalement conduit au succès de la bataille de Midway, et il a par la suite joué un rôle dans l'expulsion de Rochefort de la cryptanalyse dans les mois qui ont suivi. La rétention intentionnelle par son organisation d'informations interceptées et d'informations auprès des alliés britanniques, indiens et néo-zélandais ainsi qu'à l'armée américaine, qui travaillaient également au décryptage d'autres livres de codes japonais, a été considérée comme les ayant collectivement retenus tous. Les informations n'ont été partagées entre les organisations qu'après l'intervention de son frère, l'amiral Joe Redman, en septembre 1943.
Le 2 mai 1945, il prend le commandement du cuirassé USS Massachusetts (BB-59), qu'il a conservé jusqu'à la fin de la guerre. D'août 1949 à septembre 1951, il est directeur des communications navales au bureau du chef des opérations navales de la marine américaine. Par la suite, il a été directeur des communications et de l'électronique pour les chefs d'état-major interarmées à Washington, DC. Sa dernière tournée a été en tant que commandant du douzième district naval, de 1954 à 1957. Il a pris sa retraite de la Marine le 1er octobre 1957, avec le grade de vice-amiral. Il est enterré au cimetière national d'Arlington.